# Dicaelotus erythrogaster
Dicaelotus erythrogaster là một loài tò vò trong họ Ichneumonidae.